# C9H16O5
化学式C9H16O5（摩尔质量：204.22 g/mol）可指：
- 3-羟基戊二酸二乙酯，CAS号：32328-03-3
- 甘油二缩水甘油醚 混合物CAS号：27043-36-3
- 2-羟基戊二酸二乙酯，CAS号：69134-53-8

|  | 这个同类索引页列出了具有相同分子式的化学物（即同分異構體）条目。 除非您是有意链接至本页，否则应将相应条目的内部链接指向正确的条目。 |